# デ・ハビランド フラミンゴ
デ・ハビランド フラミンゴ
1937年、飛行中のDH.93の試作機
- 用途：旅客機、兵員輸送機、連絡機
- 製造者：デ・ハビランド・エアクラフト
- 運用者：イギリス空軍、BOAC
- 初飛行：1938年12月22日
- 生産数：14機
- 運用開始：1939年7月15日
- 退役：1950年

デ・ハビランド DH.95 フラミンゴ（de Havilland DH.95 Flamingo）は、第二次世界大戦時の英国の双発、高翼単葉旅客機であり、英空軍で兵員輸送機、汎用連絡機として使用された。

## 設計と開発
デ・ハビランド・エアクラフト社で設計されたフラミンゴは全金属製の双発民間旅客機であり、同社で製造された初の全金属製の航空機であった。機体は羽布で覆われた動翼を持ち、金属製のフレームのほぼ全面を金属板で覆われていた。コックピットには並列に座る2名の操縦士とその後に無線士が座り、キャビンには12-17名の乗客が座ることができた。引き込み式降着装置、スロテッド・フラップ、可変ピッチ・プロペラを装備したフラミンゴのことをデ・ハビランド・エアクラフト社では、ダグラス DC-3やロッキード L-10 エレクトラといった米国製旅客機に対し高い競争力を持つと期待していた。
890 hp (660 kW)のブリストル ペルセウス エンジンを装備した試作初号機は1938年12月22日に初飛行を行った。この出力のエンジンでも最大離陸重量での離陸距離は230 m (750 ft)、エンジン1発停止時でも高度を維持して190 km/h (120 mph)で上昇できるという良好な性能を有していた。試験結果は良好であり1939年6月30日にフラミンゴは耐空証明を認定され、初期量産型20機の生産が開始された。

## 運用

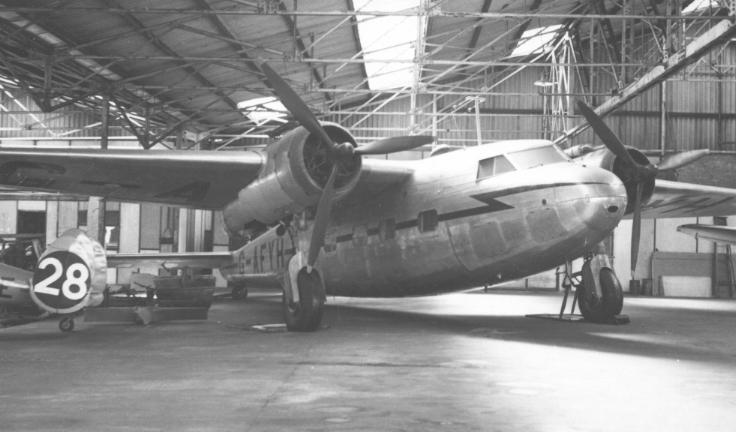
ブリティッシュ・エア・トランスポートのDH.95 フラミンゴ G-AFYH、サリー州のレッドヒル飛行場で1953年6月

試作機は1939年に評価のためにジャージー・エアウェイズに納入され、最初に利益を生んだフラミンゴとなった。この機体は後に英空軍に移管された。ジャージー・エアウェイズからの更なる発注は戦争の勃発のために取り止められたが、BOACはダグラス DC-5を購入するという話を否定しその代わりに8機のフラミンゴを発注した。BOACのフラミングは戦争期間中に中東を拠点にしていた。更なる5機が英空軍と1機が艦隊航空隊に配備された。フラミンゴはほとんどが1950年までに退役し、最後の機体は1954年に廃棄処分にされた。
要求仕様 19/39に則った軍用輸送機用の派生型が1機だけ「DH.95 ハートフォードシャー」（DH.95 Hertfordshire）として製造された。この機体は角型に替わり丸型の客室窓を備え、22名の空挺兵が搭乗できた。発注が予定された40機は、デ・ハビランド社にタイガー・モス練習機の生産能力を残すためにキャンセルされた。唯一のハートフォードシャーは1940年10月23日に昇降舵の不調による原因らしい事故によりミル・ヒル（Mill Hill）で墜落し、11名の命が失われた。

### 生産機
- 王室飛行隊（VIP輸送）で使用された21/39仕様のフラミンゴ - 2機
- 英空軍第24飛行隊で連絡機として使用された20/39仕様のフラミンゴ - 1機
- 民間仕様のフラミンゴ - 11機中の3機が英空軍第24飛行隊と艦隊航空隊、残りはBOAC。

## 運用

### 軍事運用
イギリス
- 英空軍
  - 英空軍第24飛行隊
- 艦隊航空隊

### 民間運用
イギリス
- BOAC
- ブリティッシュ・エア・トランスポート
- ジャージー・エアウェイズ

## 要目
- 乗員：3名
- 乗客：17名
- 全長：15.4 m (50 ft 7 in)
- 全幅：21.4 m (70 ft)
- 全高：4.7 m (15 ft 3 in)
- 翼面積：60.5 m² (651 ft²)
- 空虚重量：5,450 kg (12,020 lb)
- 全備重量：7,980 kg (17,600 lb)
- エンジン：ブリストル ペルセウスXVI 星型エンジン、930 hp (690 kW)
- 最大速度：385 km/h (239 mph) at 1,980 m (6,500 ft)
- 航続距離：2,160 km (1,345 mi)
- 巡航高度：6,370 m (20,900 ft)
- 上昇率：450 m/min (1,470 ft/min)

アビオニクス
- スペリー製オートパイロット